# Епархия Терни-Нарни-Амелии
Епархия Терни-Нарни-Амелия (лат. Dioecesis Interamnensis-Narniensis-Amerina) — епархия расположенная в церковном регионе Умбрия, подчиняющаяся Папскому престолу. В 2020 году в епархии было около 161 000 крещеных из 164 680 жителей. Епархию возглавляет епископ Франческо Антонио Содду.
Епархия включает часть провинции Терни в Умбрии и небольшую часть провинции Риети в Лацио.
Епископская кафедра располагается в городе Терни, где находится собор Санта-Мария-Ассунта. В Нарни находится собор святого Иувеналия. В Амелии находится собор святой Фирмины.